# Сен-Леонар (Нью-Брансвік)
Сен-Леонар (англ. Saint-Léonard) — містечко в Канаді, у провінції Нью-Брансвік, у складі графства Мадаваска.

## Населення
За даними перепису 2016 року, містечко нараховувало 1300 осіб, показавши скорочення на 3,2%, порівняно з 2011-м роком. Середня густина населення становила 249,2 осіб/км².
З офіційних мов обидвома одночасно володіли 875 жителів, тільки англійською — 20, тільки французькою — 350. Усього 10 осіб вважали рідною мовою не одну з офіційних.
Працездатне населення становило 53,6% усього населення, рівень безробіття — 6,3% (7,4% серед чоловіків та 7% серед жінок). 91% осіб були найманими працівниками, а 8,1% — самозайнятими.
Середній дохід на особу становив $32 619 (медіана $27 904), при цьому для чоловіків — $38 529, а для жінок $27 224 (медіани — $35 040 та $21 440 відповідно).
31,4% мешканців мали закінчену шкільну освіту, не мали закінченої шкільної освіти — 34,8%, 33,8% мали післяшкільну освіту, з яких 28,6% мали диплом бакалавра, або вищий.
| Статево-вікова структура населення | Статево-вікова структура населення | Статево-вікова структура населення | Статево-вікова структура населення | Статево-вікова структура населення |
| ---------------------------------- | ---------------------------------- | ---------------------------------- | ---------------------------------- | ---------------------------------- |
|                                    |                                    |                                    |                                    |                                    |
| Всього                             | Всього                             | 47,5%52,5%                         |                                    |                                    |
| 0 — 14 років                       | 0 — 14 років                       |                                    | 15,8%                              | 15,8%                              |
| 15 — 64 років                      | 15 — 64 років                      |                                    | 61,8%                              | 61,8%                              |
| 65 і більше                        | 65 і більше                        |                                    | 22,4%                              | 22,4%                              |
| 85 і більше                        | 85 і більше                        |                                    | 3,5%                               | 3,5%                               |
| Середній вік (років)               | Середній вік (років)               | 43,845,2                           | 44,5                               | 44,5                               |
| Медіана (років)                    | Медіана (років)                    | 46,246,8                           | 46,4                               | 46,4                               |
| — чоловіки — жінки                 |                                    |                                    |                                    |                                    |

| Походження мешканців:     | Походження мешканців:     | Походження мешканців: | Походження мешканців: | Походження мешканців: |
| ------------------------- | ------------------------- | --------------------- | --------------------- | --------------------- |
| Походження                |                           |                       | осіб                  | %                     |
| Корінні американці        | Корінні американці        |                       | 20                    | 1.63%                 |
| Інше північноамериканське | Інше північноамериканське |                       | 1 145                 | 93.09%                |
| Європейське               | Європейське               |                       | 315                   | 25.61%                |
| британське                | британське                |                       | 95                    | 7.72%                 |
| французьке                | французьке                |                       | 270                   | 21.95%                |
| Азійське                  | Азійське                  |                       | 10                    | 0.81%                 |

| Зайнятість населення за галузями (за класифікацією NOC): | Зайнятість населення за галузями (за класифікацією NOC): | Зайнятість населення за галузями (за класифікацією NOC): | Зайнятість населення за галузями (за класифікацією NOC): | Зайнятість населення за галузями (за класифікацією NOC): |
| -------------------------------------------------------- | -------------------------------------------------------- | -------------------------------------------------------- | -------------------------------------------------------- | -------------------------------------------------------- |
|                                                          |                                                          |                                                          |                                                          |                                                          |
| Управління                                               | Управління                                               |                                                          | 10%                                                      | 10%                                                      |
| Бізнес, фінанси та адміністрування                       | Бізнес, фінанси та адміністрування                       |                                                          | 10%                                                      | 10%                                                      |
| Природничі та прикладні науки                            | Природничі та прикладні науки                            |                                                          | 3,6%                                                     | 3,6%                                                     |
| Охорона здоров'я                                         | Охорона здоров'я                                         |                                                          | 8,2%                                                     | 8,2%                                                     |
| Освіта, правозахист, муніципальні та урядові служби      | Освіта, правозахист, муніципальні та урядові служби      |                                                          | 12,7%                                                    | 12,7%                                                    |
| Мистецтво, культура, відпочинок та спорт                 | Мистецтво, культура, відпочинок та спорт                 |                                                          | 1,8%                                                     | 1,8%                                                     |
| Роздрібна торгівля та послуги                            | Роздрібна торгівля та послуги                            |                                                          | 30%                                                      | 30%                                                      |
| Гуртова торгівля, транспорт та обладнання                | Гуртова торгівля, транспорт та обладнання                |                                                          | 14,5%                                                    | 14,5%                                                    |
| Природні ресурси, сільське господарство                  | Природні ресурси, сільське господарство                  |                                                          | 3,6%                                                     | 3,6%                                                     |
| Виробництво                                              | Виробництво                                              |                                                          | 6,4%                                                     | 6,4%                                                     |

## Клімат
Містечко знаходиться у зоні, котра характеризується вологим континентальним кліматом з теплим літом. Найтепліший місяць — липень із середньою температурою 17.9 °C (64.3 °F). Найхолодніший місяць — січень, із середньою температурою -12.7 °С (9.2 °F).
| Клімат Сен-Леонара      | Клімат Сен-Леонара | Клімат Сен-Леонара | Клімат Сен-Леонара | Клімат Сен-Леонара | Клімат Сен-Леонара | Клімат Сен-Леонара | Клімат Сен-Леонара | Клімат Сен-Леонара | Клімат Сен-Леонара | Клімат Сен-Леонара | Клімат Сен-Леонара | Клімат Сен-Леонара | Клімат Сен-Леонара |
| Показник                | Січ.               | Лют.               | Бер.               | Квіт.              | Трав.              | Черв.              | Лип.               | Серп.              | Вер.               | Жовт.              | Лист.              | Груд.              | Рік                |
| Абсолютний максимум, °C | 11,7               | 14,4               | 17,7               | 28,1               | 34,6               | 34                 | 34,2               | 34,6               | 33,4               | 26,2               | 18,7               | 13,7               | 34,6               |
| Середній максимум, °C   | −7,1               | −5,5               | 0,7                | 8,1                | 16,6               | 21,6               | 24                 | 23,1               | 18                 | 10,3               | 3                  | −3,9               | 9,1                |
| Середня температура, °C | −12,6              | −11,3              | −4,9               | 2,9                | 10                 | 15,1               | 18                 | 16,8               | 12                 | 5,4                | −1,2               | −8,6               | 3,5                |
| Середній мінімум, °C    | −18,1              | −17                | −10,4              | −2,5               | 3,4                | 8,6                | 11,9               | 10,4               | 5,8                | 0,4                | −5,3               | −13,2              | −2,2               |
| Абсолютний мінімум, °C  | −38,8              | −33,4              | −33,6              | −19,3              | −5,6               | −2,6               | 2,7                | −0,2               | −6,3               | −9,6               | −23,2              | −33,9              | −38,8              |
| Норма опадів, мм        | 91.5               | 67.5               | 77.5               | 77.1               | 87.4               | 98.2               | 119.3              | 101.4              | 94.9               | 100.4              | 98.3               | 90.5               | 1104.1             |
| Днів з опадами          | 17,9               | 12,4               | 13,9               | 13,8               | 14,9               | 14,3               | 14,3               | 14,4               | 13,9               | 15,6               | 15,1               | 14,7               | 175,1              |
| Днів з дощем            | 3,3                | 1,8                | 4,6                | 9,5                | 14,7               | 14,7               | 15,9               | 13,9               | 13,2               | 14,1               | 8,6                | 4,3                | 118,4              |
| Днів зі снігом          | 16,7               | 11,9               | 11,2               | 6,6                | 1,1                | 0                  | 0                  | 0                  | 0,1                | 2,1                | 9,1                | 13,7               | 72,5               |
| ----------------------- | ------------------ | ------------------ | ------------------ | ------------------ | ------------------ | ------------------ | ------------------ | ------------------ | ------------------ | ------------------ | ------------------ | ------------------ | ------------------ |
| Джерело: Weatherbase    |                    |                    |                    |                    |                    |                    |                    |                    |                    |                    |                    |                    |                    |